# Hrabstwo Hemphill

Piramida wieku hrabstwa

Hrabstwo Hemphill – hrabstwo położone w USA, w stanie Teksas, w regionie Panhandle. Utworzone w 1876 r. Siedzibą hrabstwa jest jedyne miasteczko Canadian. Według spisu w 2020 roku populacja hrabstwa skurczyła się do 3382 osób. Obszar hrabstwa jest pofałdowany, w większości pastwiskowy (57,9 tys. krów w 2022). Z gęstością zaludnienia 1,36 os./km², należy do pięćdziesięciu najsłabiej zaludnionych hrabstw Teksasu. 
Hrabstwo jest jednym z dry county („suche hrabstwo”), co oznacza, że sprzedaż alkoholu jest w nim całkowicie zabroniona.

## Sąsiednie hrabstwa
- Hrabstwo Lipscomb (północ)
- Hrabstwo Ellis, Oklahoma (północny wschód)
- Hrabstwo Roger Mills, Oklahoma (południowy wschód)
- Hrabstwo Wheeler (południe)
- Hrabstwo Roberts (zachód)
- Hrabstwo Gray (południowy zachód)

## Demografia
Mieszkańcy deklarują głównie pochodzenie meksykańskie (32,4%), niemieckie (17,2%), irlandzkie (9,6%), angielskie (6,3%) i szkockie lub szkocko–irlandzkie (4,7%).

## Inne
W hrabstwie Hemphill wydobywa się gaz ziemny (26. miejsce w stanie – 2019) i ropę naftową.